# Бабијан Малагурски
Бабијан Малагурски (Суботица, 1876 — Суботица, 1944) био је буњевачки првак, правник и адвокат.

## Биографија
Рођен је 15. јануара 1876. године у Суботици, где је живео и радио. Гимназију је учио у родном граду и Халашу, а права је студирао у Будимпешти и Коложвару. Адвокатски испит је положио 1906. године. Већ као студент се борио за национална права Буњеваца и био је активни члан друштва „Коло младежи”. Залагао се за увођење буњевачког језика у школе. Био је сарадник часописа „Невен”. Године 1918. био је изабран за потпредседника Народног већа у Суботици. Спада у ред националних просветитеља код Буњеваца, који је био југословенски оријентисан. Одлучно је захтевао да Буњевци остану територијално везани за Југославију.
Након Првог светског рата у новоформираној држави на Првој годишњој скупштини спортског клуба „Бачка”, одржаној 8. маја 1920. године, др Бабијан Малагурски је изабран за председника атлетског одељења, а већ 3. октобра исте године, на оснивачкој скупштини Фудбалског подсавеза за Војводину (Суботица) првог председника. Када је 1925. основана „Буњевачка просветна матица” изабран је за њеног наследника.
Преминуо је 1944. године у Суботици, где је и сахрањен. Постоји Надгробни споменик Др Бабијана Малагурског.